# Захар'їн Петро Михайлович
Петро Михайлович Захар'їн (нар. 1744, Козлов — пом. 13 (24) березня 1799, Миколаїв) — російський письменник, поет.

## Життєпис
П. М. Захар'їн писав, що його батько, полонений татарин, прийнявши православ'я, оселився у Козлові і нажив торгівлею значний стан. Після смерті батька спадщину було розкрадено, і Петро Михайлович залишився ні з чим. Перебуваючи на військовій службі, займався, між справою, літературою.
Г. Р. Державін, що був тоді цивільним губернатором Тамбова, не надто цінував його поетичний дар і таким чином охарактеризував його у присвяченому йому жартівливому вірші «Бажання Зими»: «Його милості розжалував відставному сержантові, дворянської думи копіїсту, архіваріуса без архіву, управителю без маєтки і стихотворцу без смаку».
15 вересня 1786 року, в день коронації Катерини II, в Тамбові відкривалося Народне училище. На цьому урочистому акті П. М. Захар'їн виголосив урочисту промову, написану Державіним, в ту пору тамбовським губернатором. Вона була надрукована в кількох періодичних виданнях, випущена двома окремими виданнями, перекладена іноземними мовами.
Його «Арсафакс. Халдейська вигадана повість» (Москва, 1793—1796) користувалася великою популярністю; про неї дуже схвально відгукувалися в літературних колах, хвалив її і Державін.